# Газопровод
Газопровод е инженерно съоръжение, предназначено за транспорт на природен газ на големи разстояния. Представлява тръба с кръгло сечение и сравнително голям диаметър (до 120 cm). Изработена е от стомана или пластмаса. На определени интервали по главния тръбопровод има компресорни станции, които регулират и поддържат налягането в тръбите. В крайната точка има разпределителна станция, където налягането се сваля до необходимото за потребление.
Използването на газ за осветление и отопление датира от XIX век, когато се появяват и първите газопроводи.

## Типове газопроводи
Газопроводите биват:
- Магистрални – предназначени за транспорт на газ на големи разстояния. Това става при високо налягане, като през определени интервали са разположени газокомпресорни станции, поддържащи необходимата стойност на налягането. В крайната точка на магистралния газопровод са разположени газоразпределителни станции, където налягането се понижава до нивото, необходимо за потребителите.
- Газопроводи на разпределителната мрежа – предназначени за доставка на газ от газоразпределителните станции до крайния потребител.

Според налягането в тръбата:
- Магистрални[1]:
  - първа категория – до 10 MPa (100 atm)
  - втора категория – до 2,5 MPa (25 atm)
- Разпределителни:
  - ниско налягане – до 0,005 MPa;
  - средно – от 0,005 до 0,3 MPa;
  - високо – втора категория от 0,3 до 0,6 MPa и първа категория – от 0,6 до 1,6 MPa.